# Severus Snape

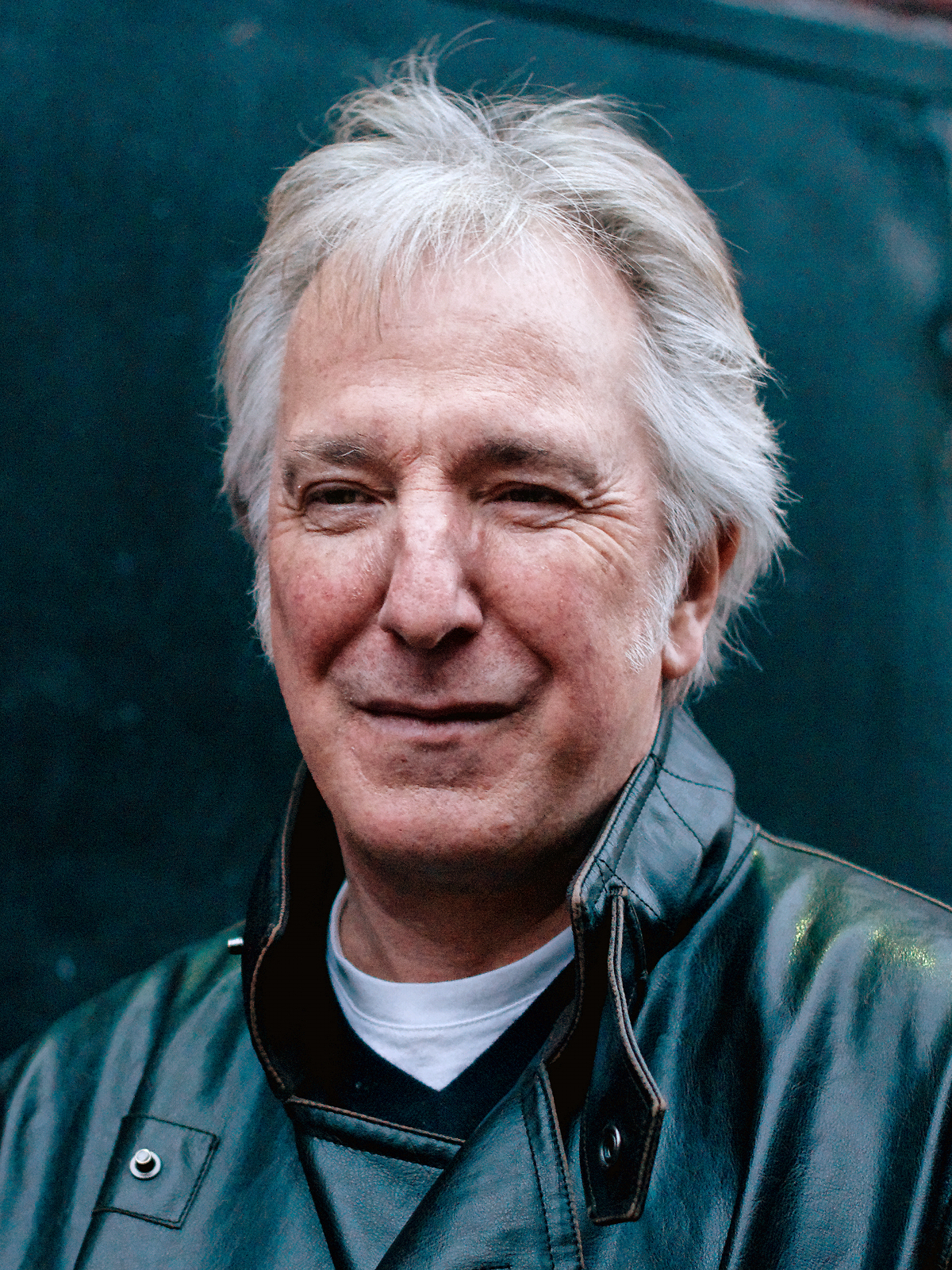
Herec Alan Rickman

Severus Snape je literární postava z románů o Harrym Potterovi spisovatelky Joanne K. Rowlingové. Je považován za hlavního tragického hrdinu celé literární série. Narodil se 9. ledna 1960 čarodějce Eileen Prince-Lloydové, provdané Snapeové a mudlovi Tobiasi Snapeovi, má tedy jen z poloviny čistou krev.
Patnáct let byl profesorem lektvarů na bradavické Škole čar a kouzel, šestnáctý rok vyučoval Obranu proti černé magii. Je nejméně oblíbeným profesorem Harryho Pottera, ke kterému se od začátku chová s despektem a záští.
Severus Snape má podle popisu sinalou pleť, studené černé oči, hákovitý nos, mastné černé vlasy po ramena a žluté zuby. Obléká se výhradně do dlouhého černého hábitu, ve kterém připomíná „přerostlého netopýra“, jak mu s oblibou říkají studenti Nebelvíru, zejména Seamus Finnigan.
Ve filmu ho hraje Alan Rickman.
Jméno Severus je stejně jako jména jiných postav odvozeno z latiny, znamená přísný – na rozdíl od ostatních latinských jmen šlo ale o poměrně běžné středověké jméno. Příjmení Snape je odvozeno od jména malé vesnice v hrabství Suffolk, možná je i souvislost s anglickým slovesem snappy (kousavý, nevrlý).

## Dětství a školní léta
Severus Snape se narodil 9. ledna 1960 v Cokeworthu mudlovi Tobiasi Snapeovi a čarodějce Eileen Prince-Lloydové. Neměl příliš šťastné dětství, otec byl alkoholik a násilník. Severus se proto spíše obracel k rodině matky, rodině kouzelnické, což vedlo k tomu, že si vytvořil kouzelnickou přezdívku Princ dvojí krve. Jeho vztah s otcem byl základem jeho nenávisti k mudlům a mudlovským kouzelníkům. Výjimkou byla stejně stará dívka, místní kouzelnice z mudlovské rodiny Lily Evansová, do které se hluboce zamiloval. Z knih také vyplývá, že již před příchodem do Bradavic měl malý Severus enormní zájem o magii – podle slov svých spolužáků znal už při svém příjezdu „více kleteb než půlka studentů sedmého ročníku“. Tato informace svědčí také o jeho nadprůměrném nadání. Mladý Snape byl však značně neoblíbený a žárlil na Harryho otce. Harry se v pátém díle Harry Potter a Fénixův řád učí od Snapea nitrobranu, aby se jeho mysl nespojovala s myslí lorda Voldemorta. Jednou se mu podaří spojit se s myslí Snapea a vidí několik jeho vzpomínek: jak muž s hákovitým nosem křičí na ženu, za jejímiž zády se krčí malý černovlasý chlapec. Mladý Snape leží na posteli a očividně se nudí, tak sestřeluje hůlkou mouchy ze stropu. Chlapec se snaží nasednout na koště, ale nejde mu to a děvče vedle něj se mu směje. V pátém díle se také Harry ponoří do myslánky se Snapeovými vzpomínkami. Tam uvidí Snapea, asi patnáctiletého, jak píše NKÚ z Obrany proti černé magii, ve třídě s ním jsou také James Potter, Sirius Black, Peter Pettigrew a Remus Lupin. Když hodina skončí, jdou tito čtyři k jezeru, kde si dívky máčí nohy ve vodě. Je mezi nimi i Harryho matka – Lily Evansová. K jezeru jde také Severus. Když ho James a Sirius spatří, začnou na sebe všichni tři navzájem vrhat různé kletby. Nebelvírští jsou v přesile a tak se za Snapea postaví Lily, ale uražený a rozzuřený Snape ji za to nazve mudlovskou šmejdkou. Lily se otočí a odchází pryč. V sedmém díle Harry Potter a relikvie smrti se dozvídáme ze Snapeovy vzpomínky, že se s Lily znali od dětství, bydleli kousek od sebe. Obdivoval její magii a seznamoval ji se světem kouzelníků, který znal díky matce lépe než Lily, jejíž příbuzní jsou mudlové. Toto přátelství ale vadí Lilyině sestře Petunii, která žádné čarodějné schopnosti nemá. Snape nemá Petunii rád, protože je "jen" mudla. On i Lily dostanou dopisy z Bradavic. Petunie nikdy nepřestane žárlit na svou sestru a její schopnosti. Na škole je Snape zařazen do Zmijozelu, zatímco Lily se dostane do Nebelvíru. Snape vyniká v předmětech Lektvary a Obrana proti černé magii. Mezi zmijozelskými se Snape mění, žárlí na Jamese Pottera a jeho přátele, protože si s Lily čím dál víc rozumějí. Navzdory tomu mu jednou James Potter zachrání život, když Severus málem padne do léčky, kterou mu nastražil Sirius Black. Za to, že ho James zachránil, ho Snape nenávidí ještě víc, protože mu je dlužný za záchranu života. On si s Lily přestává rozumět, poslední kapkou je chvíle, kdy ji Snape nazve „mudlovská šmejdko“. I když se jí omlouvá, jejich názory se natolik liší, že se jejich cesty již nikdy nespojí.

## Mládí
Snapeova láska k ní však stále přetrvává. Stane se sice stoupencem lorda Voldemorta, tzv. Smrtijedem, ale když se dozví, že věštba, kterou vyslechl od profesorky Trellawneyové v hostinci U Prasečí hlavy a donesl lordu Voldemortovi, se týká jejího syna a že je lord Voldemort chce zabít všechny, žádá Voldemorta, aby ji ušetřil. Navštíví také tajně ředitele školy Albuse Brumbála a prosí ho, aby Lily zachránil. Brumbál mu řekne, že se mu hnusí, protože chce zachránit jen Lily, ale ona že nikdy nebude bez syna a muže šťastná. Tak ho Snape poprosí, aby je zachránil všechny, že pro Brumbála udělá cokoli. Jenže Lily položí život za svého syna a Snape je zcela zdrcen. Brumbál ho požádá, zda by mu pomohl ochránit to, za co Lily položila život a co tu po ní zbylo – to je Harry. Snape mu to slíbí, ale nechce, aby se to kdokoli dozvěděl. Tehdy dostane místo profesora Lektvarů a ředitele zmijozelské koleje.

## Profesor v Bradavicích
Ještě před Voldemortovým pádem roku 1981 vstupuje Severus Snape do Fénixova řádu. Albus Brumbál, který jej přijímá, tvrdí, že Snape lituje svých činů a že on mu věří. Do Voldemortova pádu tedy fungoval jako dvojitý agent. Vystavoval se smrtelnému nebezpečí ze strany Voldemorta a Smrtijedů jen proto, aby ochránil syna Lily Potterové – Harryho. Přestože je nepopiratelným odborníkem na lektvary a vynikajícím kouzelníkem, jeho pedagogické metody jsou značně rozporuplné. Svým studentům se často vysmívá a ponižuje je a viditelně nadržuje své vlastní koleji. Velice rád strhává body nebelvírským studentům, které nenávidí ještě více než ostatní. V první knize Harry Potter a Kámen mudrců ho Harry se svými přáteli podezírají, že chce ukrást Kámen mudrců pro Voldemorta, na konci knihy se však dozvídáme, že jej chtěl ukrást profesor Quirell a Snape kámen ochraňoval. Také rok po roce usiluje o místo profesora obrany proti černé magii, které mu patnáct let ředitel Albus Brumbál nepřidělil. Teprve poslední rok svého působení v Bradavicích toto místo získá. To se mu stane osudným, protože je to prokleté, každý, kdo tam nastoupí, tam vydrží jen rok. Nutno dodat, že velmi pozvedne úroveň tohoto předmětu. Na konci téhož školního roku, při napadení Bradavic Smrtijedy zorganizovaném Dracem Malfoyem, zabije odzbrojeného Albuse Brumbála kletbou Avada Kedavra. Tento čin je však spáchán na přímou žádost samotného Albuse Brumbála. Po pokusu o zničení jednoho z viteálů je Brumbál postižen kletbou, která ho pomalu zabíjí. Blízká smrt je pro něj tedy nevyhnutelná. Protože ale věří, že Draco Malfoy se ještě může změnit, nechce, aby ho zabil. Proto si na Snapeovi vyžádá slib, aby ho zabil sám, namísto Malfoye. Snape pak uprchne společně se Smrtijedy na neznámé místo. Krátce poté se Voldemort dostává k plné moci a Snape se stává bradavickým ředitelem. I když je na straně dobra, podaří se mu až do úplného konce klamat Pána zla. Ten ho zabije jen proto, že se domnívá, že Snape se zabitím Albuse Brumbála stal právoplatným majitelem Bezové hůlky, jenže hůlka sice patří kouzelníkovi, který předchozího majitele porazil nebo zabil, ale Brumbála před smrtí odzbrojil Malfoy a toho později odzbrojil Harry. Právoplatným majitelem hůlky je tedy Harry a Snape zemřel zbytečně.

## Severus Snape a Lily Evansová (vdaná Potterová)
Harry se příliš podobá svému otci, na kterého má Snape jen ty nejhorší vzpomínky. Ti dva k sobě nikdy nenajdou cestu, ale přetrvávající láska k Lily způsobí, že Snape nikdy Harrymu doopravdy neublíží, a když mu hrozí smrtelné nebezpečí, vždycky ho chrání. Byl to on, kdo jednoho mrazivého večera poslal k Harrymu svého patrona v podobě stříbrné laně, což byl mj. také patron Lily Potterové, a předal mu pravý meč Godrika Nebelvíra, aby jím mohl zničit jeden z viteálů. Smrt Severuse Snapea je o to bolestnější, že jsme pravou tvář tohoto muže poznali až po jeho smrti, kdy si Harry prohlédne jeho vzpomínky, které mu Snape předal těsně před svou smrtí. Teprve tehdy Harry zjišťuje, že Snape ho po celou dobu chránil. Se Severusem Snapem odchází také poslední spojení Harryho s minulostí rodičů a jejich přátel.